# Moyosi chumota
Moyosi chumota är en spindelart som beskrevs av Miller 2007. Moyosi chumota ingår i släktet Moyosi och familjen täckvävarspindlar.
Artens utbredningsområde är Guyana. Inga underarter finns listade i Catalogue of Life.